# FC Girondins de Bordeaux (kvinder)
Football Club des Girondins de Bordeaux (fransk udtale: [ʒiʁɔ̃dɛ̃ də bɔʁdo]; oftest kaldt Girondins de Bordeaux eller blot Bordeaux) er en fransk fodboldklub for kvinder, baseret i byen Bordeaux. Den har været kvindefodboldsektionen af FC Girondins de Bordeaux siden 2015. Klubben spiller i Division 1 Féminine, der er Frankrigs bedste række i kvindernes fodbold.
I 2018/19 sæsonen sluttede Bordeaux på en 4. plads, 24 points fra en plads i Champions League.

## Spillere

### Aktuel trup
Oversigten er opdateret til og med 24. januar 2021
| Nr. | Land     | Position | Spiller            |
| --- | -------- | -------- | ------------------ |
| 1   | England  | MM       | Anna Moorhouse     |
| 3   | Frankrig | FO       | Estelle Cascarino  |
| 4   | Canada   | FO       | Vanessa Gilles     |
| 6   | Frankrig | MI       | Charlotte Bilbault |
| 7   | Frankrig | MI       | Ghoutia Karchouni  |
| 9   | Jamaica  | AN       | Khadija Shaw       |
| 10  | Frankrig | MI       | Claire Lavogez     |
| 11  | Frankrig | AN       | Ouleymata Sarr     |
| 12  | Frankrig | AN       | Mickaëlla Cardia   |
| 14  | Frankrig | MI       | Inès Jaurena       |
| 15  | Frankrig | AN       | Maëlle Garbino     |
| 16  | Frankrig | MM       | Marie Petiteau     |

| Nr. | Land     | Position | Spiller                                |
| --- | -------- | -------- | -------------------------------------- |
| 17  | Frankrig | FO       | Ève Périsset                           |
| 20  | Frankrig | FO       | Julie Thibaud                          |
| 21  | Frankrig | MI       | Ella Palis                             |
| 22  | Frankrig | FO       | Delphine Chatelin                      |
| 23  | Frankrig | FO       | Andréa Lardez                          |
| 25  | Holland  | AN       | Katja Snoeijs                          |
| 26  | USA      | AN       | Darian Jenkins (lejet fra Kansas City) |
| 28  | Frankrig | MI       | Axelle Touzeau                         |
| 29  | Frankrig | MI       | Julie Dufour                           |
| 30  | Frankrig | MM       | Romane Bruneau                         |
|     | USA      | FO       | Malia Berkely                          |